# Al-Hazem SC
Al-Hazem SC (arab. ‏نادي الحزم السعودي‎) – saudyjski klub piłkarski, mający siedzibę w mieście Al-Madżma’a, grający w Saudi Professional League. Klub został założony w 1957 roku pod nazwą Al-Ahly Club.
W sezonie 2004/2005 klub awansował do Saudi Professional League, wygrywając rozgrywki 1. Dywizji. Jednakże, w sezonie 2010/2011 Al-Hazem spadł ponownie do 1. Dywizji, zajmując ostatnie miejsce w tabeli. Drużyna ponownie awansowała do Saudi Professional League w sezonie 2020/2021, jednak po roku ponownie spadła do niższej ligi. Sezon 2022/2023 zakończyli na drugiej pozycji w tabeli 1. Dywizji i uzyskali awans do najwyższej klasy rozgrywkowej.

## Obecny skład
Stan na 8 września 2023
| Nr | Poz. | Piłkarz                        |
| -- | ---- | ------------------------------ |
| 2  | OB   | Paulo Ricardo                  |
| 3  | OB   | Talal Al-Absi                  |
| 5  | PO   | Ahmed Al-Najei                 |
| 5  | OB   | Sultan Tanker                  |
| 6  | PO   | Basil Al-Sayyali               |
| 6  | PO   | Ahmed Al-Juwaid                |
| 7  | NA   | Yousef Al-Shammari             |
| 10 | NA   | Faïz Selemani                  |
| 11 | NA   | Mohammed Al-Thani              |
| 12 | OB   | Farhan Al-Aazmi                |
| 12 | NA   | Abdulaziz Al-Harbi             |
| 13 | OB   | Yazeed Al-Bakr                 |
| 14 | NA   | Khalil Al-Absi                 |
| 15 | NA   | Ammar Al-Najjar                |
| 19 | PO   | Nawaf Al-Habashi               |
| 20 | PO   | António José Pinheiro Carvalho |
| 21 | PO   | Ben Traoré                     |
| 23 | BR   | Ibrahim Zaied                  |

| Nr | Poz. | Piłkarz                |
| -- | ---- | ---------------------- |
| 24 | OB   | Mansour Al-Shammari    |
| 29 | PO   | Vina                   |
| 30 | BR   | Aymen Dahmen           |
| 34 | OB   | Abdulrahman Al-Dakheel |
| 36 | OB   | Bruno Viana            |
| 47 | NA   | Basim Saleh Al-Oraini  |
| 66 | NA   | Turki Al-Mutairi       |
| 67 | OB   | Mohammed Abdulrahman   |
| 81 | PO   | Ibrahim Al-Barakah     |
| 89 | PO   | Ahmed Al-Shuwayfie     |
| 90 | PO   | Muhammed Badamosi      |
| 99 | OB   | Ahmed Al Mhemaid       |
|    | PO   | Rayan Al-Mousa         |
|    | PO   | Mohammed Abusabaan     |
|    | BR   | Majed Al-Ghamdi        |
|    | OB   | Majed Qasheesh         |
|    | BR   | Aqbah Al-Mushawi       |
|    | NA   | Muteb Al-Hamad         |